# Kombinierter Verkehr

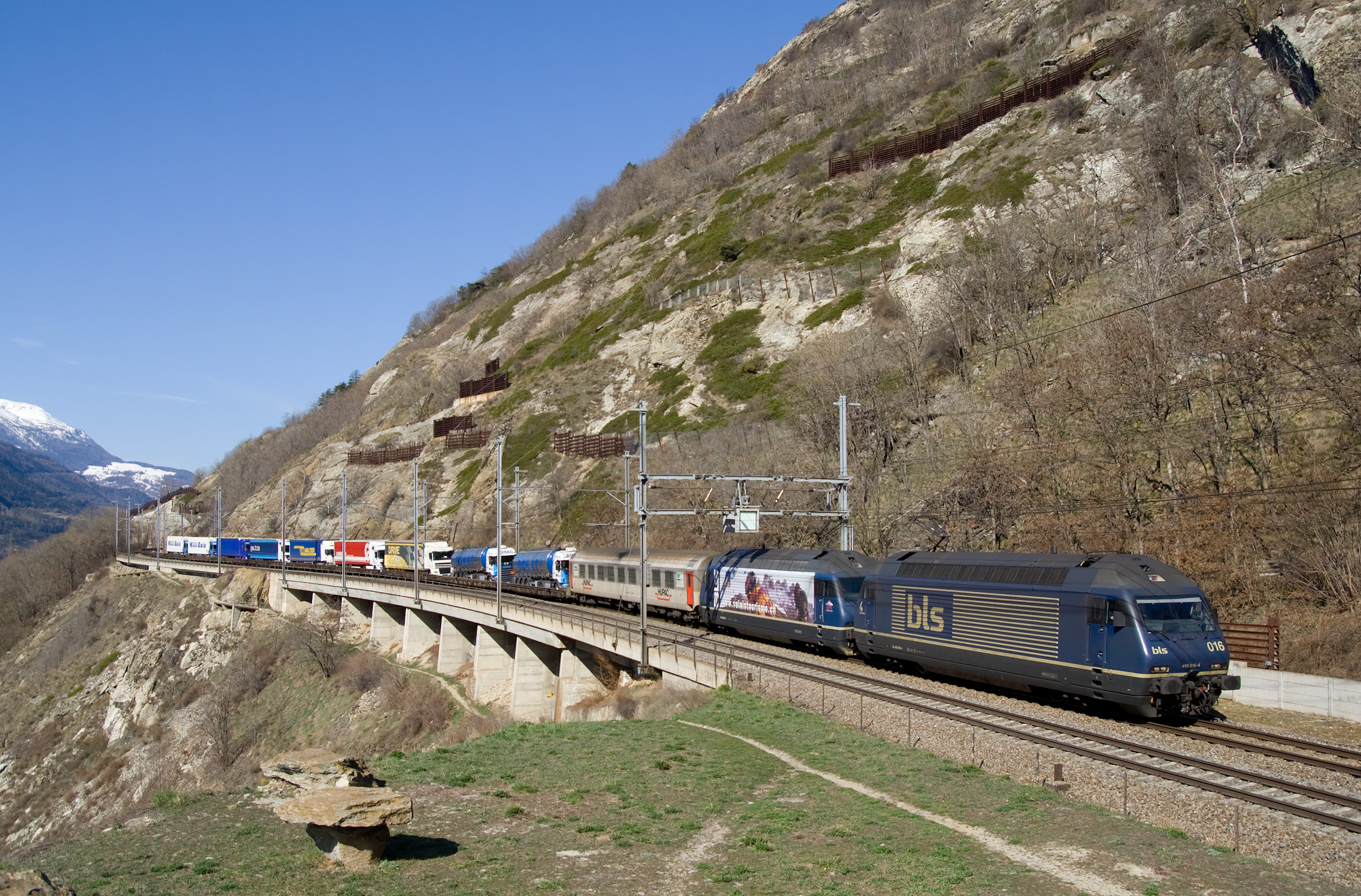
Rollende Landstraße auf der Lötschberg-Südrampe

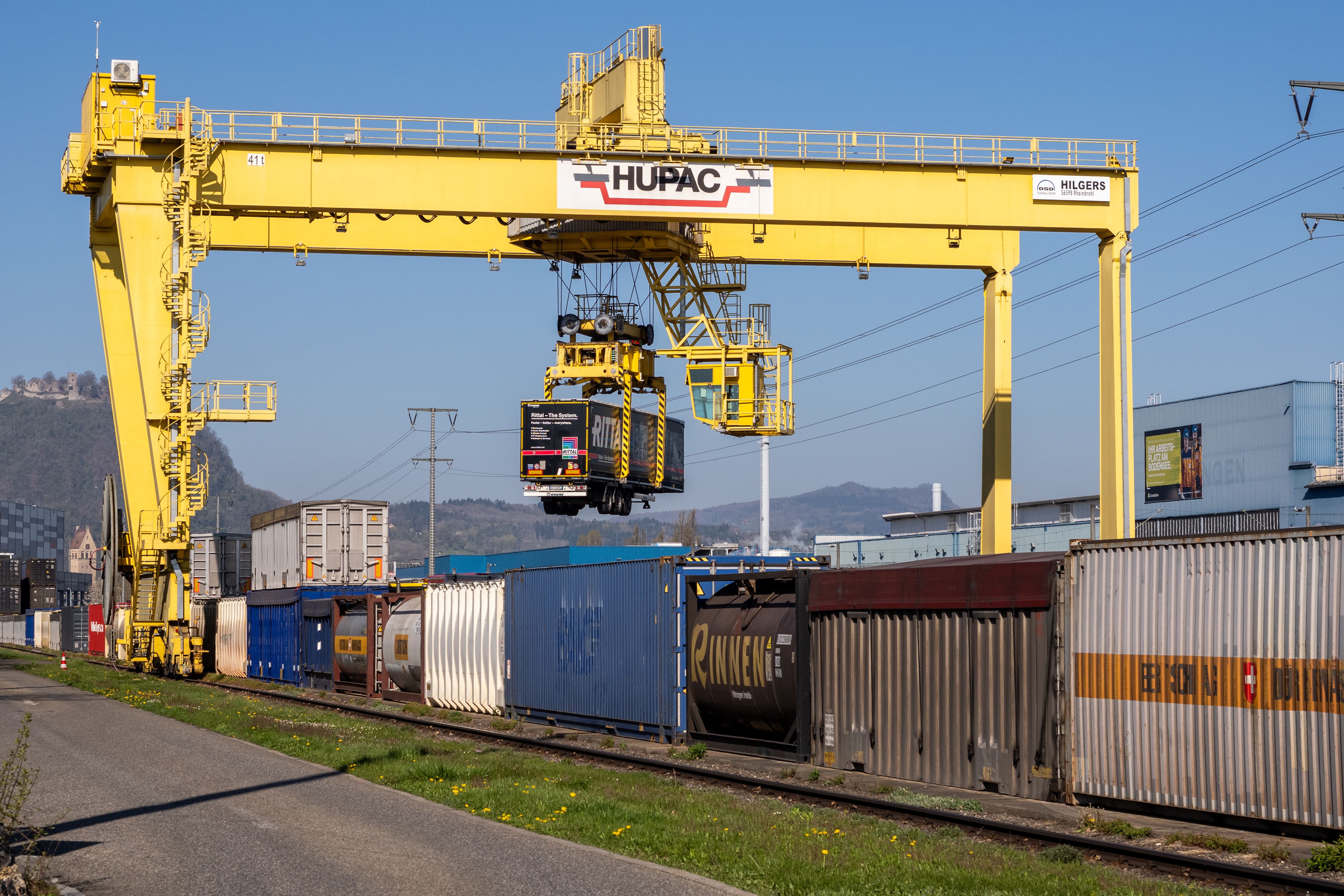
Umschlagbahnhof Singen: Verladung eines Sattelaufliegers auf die Bahn mittels Portalkran

Kombinierter Verkehr (kurz KV), auch Kombinierter Ladungsverkehr (kurz KLV) oder Kombinierter Güterverkehr beschreibt in der Logistik eine mehrgliedrige Transport- oder Lieferkette, die unterschiedliche Verkehrsträger integriert. Diese Organisationsform wird auch als gebrochener Verkehr bezeichnet und kommt sowohl beim  Personentransport als auch beim Gütertransport zur Anwendung.

## Definition und Abgrenzung
Im Gegensatz zum Direktverkehr (ungebrochener Verkehr) findet beim kombinierten Verkehr ein Umstieg bzw. Umschlage von Personen oder Gütern statt. Beispiele für gebrochenen Verkehre im Personenverkehr finden sich insbesondere bei den Verkehrsverbünden des ÖPNV. Im Güterverkehr sind der kombinierte Ladungsverkehr (KLV) und der Containerverkehr bekannte Beispiele.

### Begriffsklärung

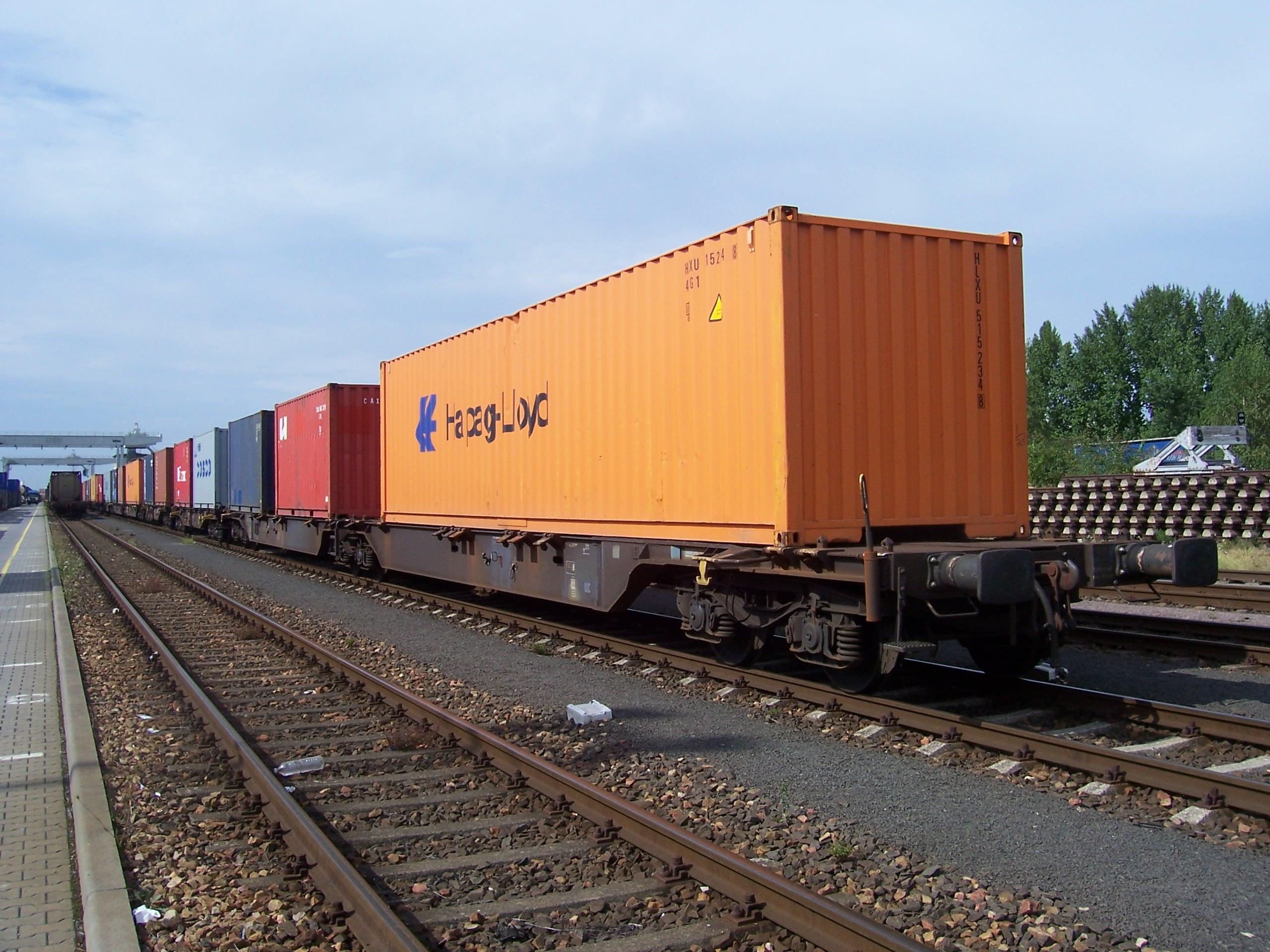
Sechsachsiger Tragwagen für ISO-Container (Gelenkwagen)

Die Bezeichnung kombinierter Verkehr wird oftmals mit den Begriffen multimodaler und intermodaler Verkehr gleichgesetzt. Dieser Ansatz greift insbesondere beim Güterverkehr zu kurz, und es wurde daher von der Europäischen Verkehrsministerkonferenz eine (nicht allgemein anerkannte) Definition eingeführt:
Kombinierter Verkehr ist intermodaler Verkehr, bei dem der überwiegende Teil der zurückgelegten Strecke mit der Eisenbahn, mit der Binnen- oder Seeschifffahrt bewältigt wird und der Vor- und Nachlauf auf der Straße so kurz wie möglich gehalten wird.
Zu beachten ist, dass beim KV im Gütertransport verschiedene Verkehrsträger beteiligt sind, ohne dass die transportierte Ware beim Wechsel ihr Transportgefäß verlässt. Das heißt, beim Kombinierten Verkehr wird nicht das eigentliche Transportgut umgeladen, sondern es sind die Transportbehälter, die während der Transportkette umgeladen werden: Zwischen Lkw, Bahn und Schiff.
Kombinierter Verkehr kann also durchgeführt werden, wenn standardisierte Ladeeinheiten als Transportgefäße zum Einsatz kommen. Die Abmessungen und technischen Merkmale der Transportgefäße müssen so gestaltet sein, dass eine einfache Umladung (Umschlag) möglich und die Nutzung verschiedener Verkehrsträger problemlos ist. Diese standardisierten Ladeeinheiten sind vorwiegend Container, Wechselbehälter oder Sattelauflieger. Ein Sonderfall ist die Rollende Landstraße (RoLA); hier werden ganze Lkw verladen.

### Unterscheidung

Entwicklung des totalen kombinierten Verkehrs bei Eisenbahn (rot) und Binnenschifffahrt (blau) in Deutschland seit 1996

Beim kombinierten Verkehr werden begleitete (selbstständige Ladeeinheit) und unbegleitete (unselbstständige Ladeeinheit) Transportprozesse unterschieden.
Begleiteter kombinierter Verkehr (auch: Huckepack-Verkehr) steht für den Teilbereich, in dem Glieder- und Sattelzüge mithilfe von Schiffen (RoRo-Verfahren) oder Zügen (Rollende Landstraße) transportiert werden. Im Eisenbahnverkehr werden hierzu besondere Niederflurwagen eingesetzt und die Fahrer reisen in Liegewagen mit.
Im unbegleiteten kombinierten Verkehr werden nur die Ladeeinheiten ohne begleitende Motorfahrzeuge umgeschlagen. Hierzu zählen Container, Wechselbehälter sowie Sattelauflieger. Der Verladevorgang erfolgt an Terminals, die sich im Allgemeinen in Güterverkehrszentren, See- oder Binnenhäfen befinden. Dieser unbegleitete Bereich macht den größeren Teil des kombinierten Verkehrs aus.

## Einsatzgebiete
Kombinierter Verkehr wird eingesetzt, um die Stärken unterschiedlicher Verkehrsträger optimal nutzen zu können. So sind Eisenbahn-, Binnenschiff- und Seeschiffverkehr erst ab relativ großen Distanzen und hoher Güterverkehrsleistung wirtschaftlich nutzbar. Sie eignen sich damit gut zur Kombination mit dem zeitlich und räumlich flexiblem Lkw-Verkehr, der die kleinräumige Verteilung übernimmt (Vor- und Nachlauf auf der Straße).
Die politische Förderung erfolgt in Deutschland aufgrund der Chancen, die der KV bei der Verlagerung des Güterverkehrs von der Straße auf umweltschonendere Verkehrsträger wie Eisenbahn und Schifffahrt bietet und um überlastete Verkehrswege (insbesondere Straßen) zu entlasten. Neben ordnungspolitischen Erleichterungen (erhöhtes Maximalgewicht der Lkw von 44 Tonnen, Ausnahmen von Sonn-, Feiertags- oder Ferienfahrverboten, Befreiung der ausschließlich für Vor- und Nachlauf eingesetzten Fahrzeuge von der Kfz-Steuer) erfolgt eine finanzielle Bezuschussung insbesondere im Bereich der Errichtung von Güterverkehrszentren (Umschlagterminals) durch Bundesregierung und EU (TEN-Zuschüsse). Zum 1. Januar 2017 wurde die Förderung von Umschlaganlagen für den Kombinierten Verkehr zum dritten Mal verlängert.
Eine Übersicht aller verfügbaren Terminals für den Kombinierten Verkehr in Deutschland und Europa findet man auf der Intermodal Map der Studiengesellschaft für den Kombinierten Verkehr (SGKV e. V.).

## Technologie und Infrastruktur
Der Umschlag von Ladeeinheiten im Kombinierten Verkehr zwischen verschiedenen Verkehrsträgern ist von zentraler Bedeutung. Deshalb haben die dafür notwendige Technologie und Infrastruktur einen besonderen Stellwert.

### Ladeeinheiten
Im Kombinierten Verkehr werden verschiedene Arten von Ladeeinheiten transportiert, die einen hohen Standardisierungsgrad aufweisen. Heute werden typischerweise die folgenden Arten von Ladeeinheiten eingesetzt:
- ISO-Container
- Wechselbehälter
- Sattelauflieger
- Spezialbehälter (z. B. Abrollbehälter)

Bei Sattelaufliegern ist weiterhin zwischen kranbaren und nicht kranbaren Sattelaufliegern zu unterscheiden. Kranbare Sattelauflieger sind am Außenrahmen mit sogenannten Greifkanten verstärkt und können somit vertikal umgeschlagen werden.

### Transportmittel
Im Kombinierten Verkehr werden je nach Verkehrsträger u. a. folgende Transportmittel eingesetzt:
- Eisenbahn
  - Containertragwagen, in einigen Ländern auch Doppelstock-Containertragwagen
  - Niederflurwagen
- Schifffahrt
  - Containerschiff
  - Feederschiff
  - RoRo-Schiffe
- Straßenverkehr
  - Containerchassis
  - Sattelauflieger

### Umschlagtechnik
Unter Umschlagtechnik versteht man die Gesamtheit der technischen Mittel für den Umschlag von Ladeeinheiten. Zur Klassifizierung verschiedener Umschlagtechniken wird häufig die Bewegungsart des Umschlags betrachtet:
- Vertikaler Umschlag: Hierbei wird die Ladeeinheit angehoben
- Horizontaler Umschlag: Hierbei wird die Ladeeinheit nicht oder nur geringfügig vertikal angehoben, um diese aus der Transportsicherung zu lösen; der weitere Umschlag erfolgt dann horizontal

Im weiteren Sinne gehören zur Umschlagtechnik auch Flurfördermittel wie Gabelstapler, Stapelwagen, Umsetzwagen, Anschlagmittel (Spreader) und Hilfseinrichtungen für die Be- und Entladung der Ladeeinheiten.

### Technologie
Die verschiedenen Technologien des Kombinierten Verkehrs können anhand der Umschlagtechnik und der Ladeeinheit unterschieden werden. Die folgende Tabelle zeigt einige Beispiele für die verschiedenen Technologien.
| Ladevorgang      | Ladeeinheit                                    | Ladeeinheit                                                                                               | Ladeeinheit                                                                                     | Ladeeinheit  |
| Ladevorgang      | Ganzes Fahrzeug                                | Sattelauflieger/Chassis mit Container oder Wechselbehälter                                                | Container/Wechselbehälter                                                                       | Bi-modal     |
| ---------------- | ---------------------------------------------- | --- | ----------------------------------------------------------------------------------------------- | ------------ |
| Roll-on Roll-off | - Rollende Landstraße - Modalohr - Flexiwaggon | - Megaswing, heute Helrom Trailer Rail                                                                    | -                                                                                               | - Roadrailer |
| Vertikal         | -                                              | - Taschenwagen mit Umschlag durch Krane - Taschenwagen mit Umschlag durch mobile Umschlaggeräte - NiKRASA | - Taschenwagen mit Umschlag durch Krane - Taschenwagen mit Umschlag durch mobile Umschlaggeräte |              |
| Horizontal       | -                                              | - CargoBeamer                                                                                             | - ContainerMover 3000 - Mobiler - Abrollcontainer-Transportsystem                               |              |

## Geschichte

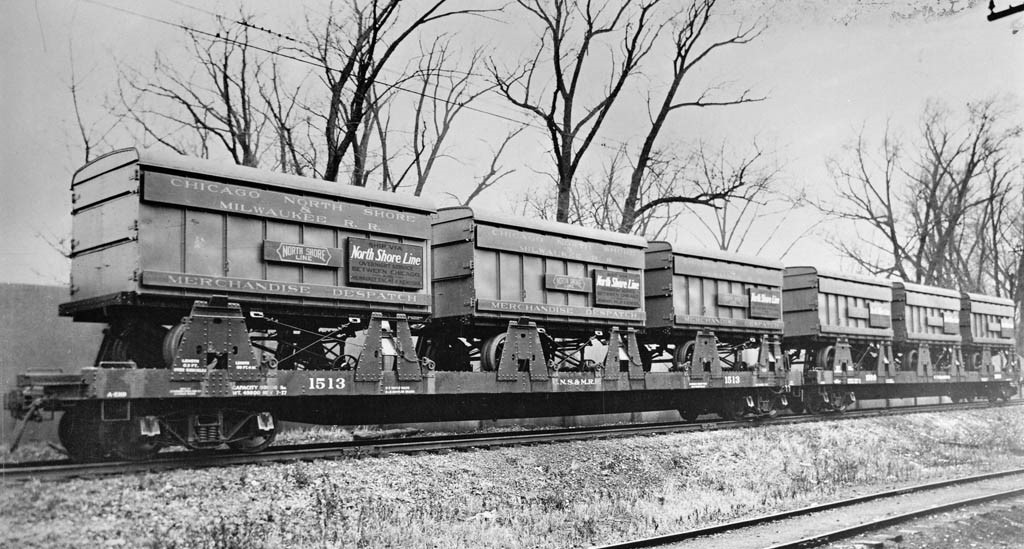
Sattelauflieger auf Flachwagen der Chicago North Shore and Milwaukee Railroad (CNSM) im Jahre 1927

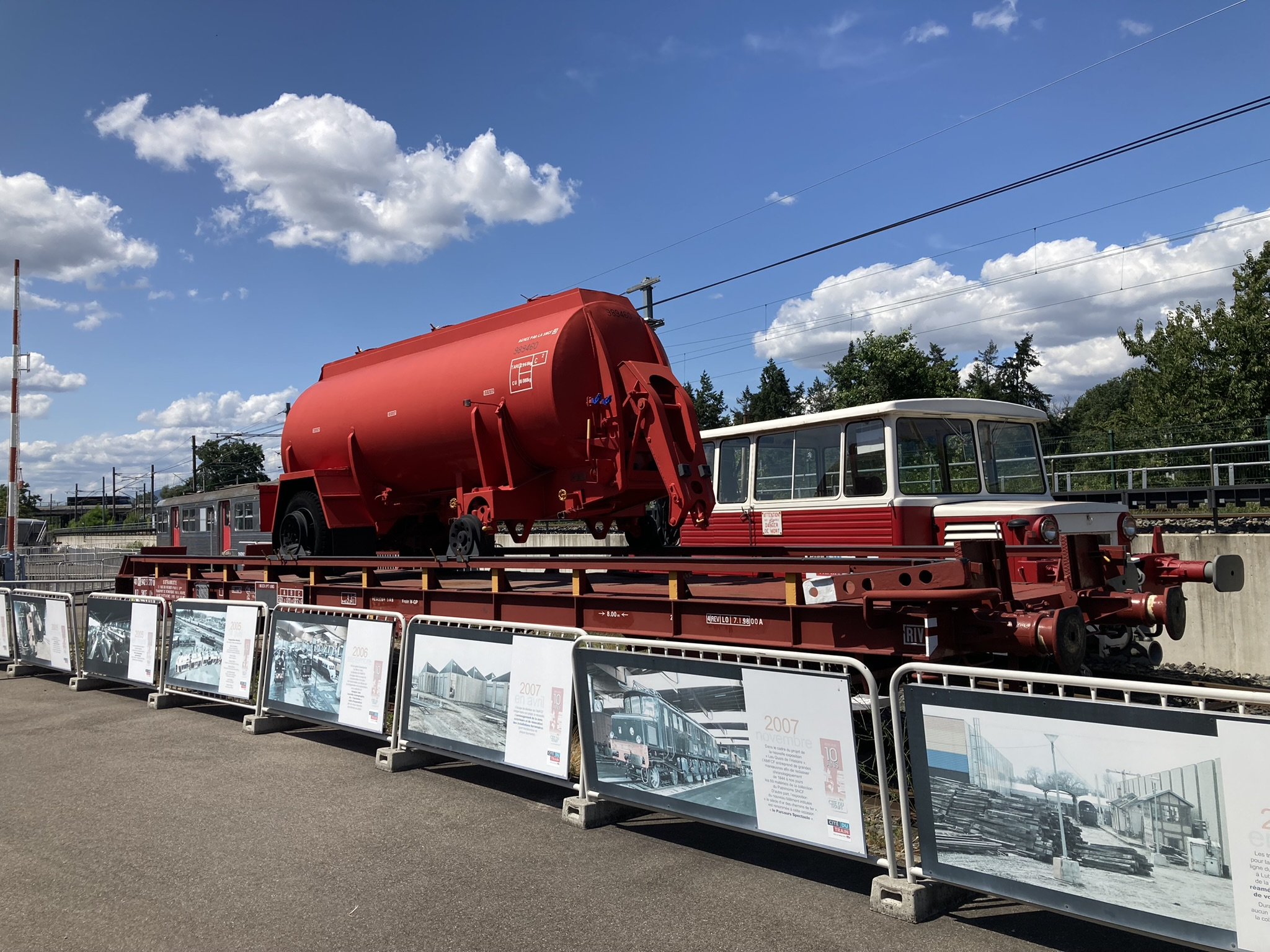
UFR-Tragwagen mit Tankaufleiger

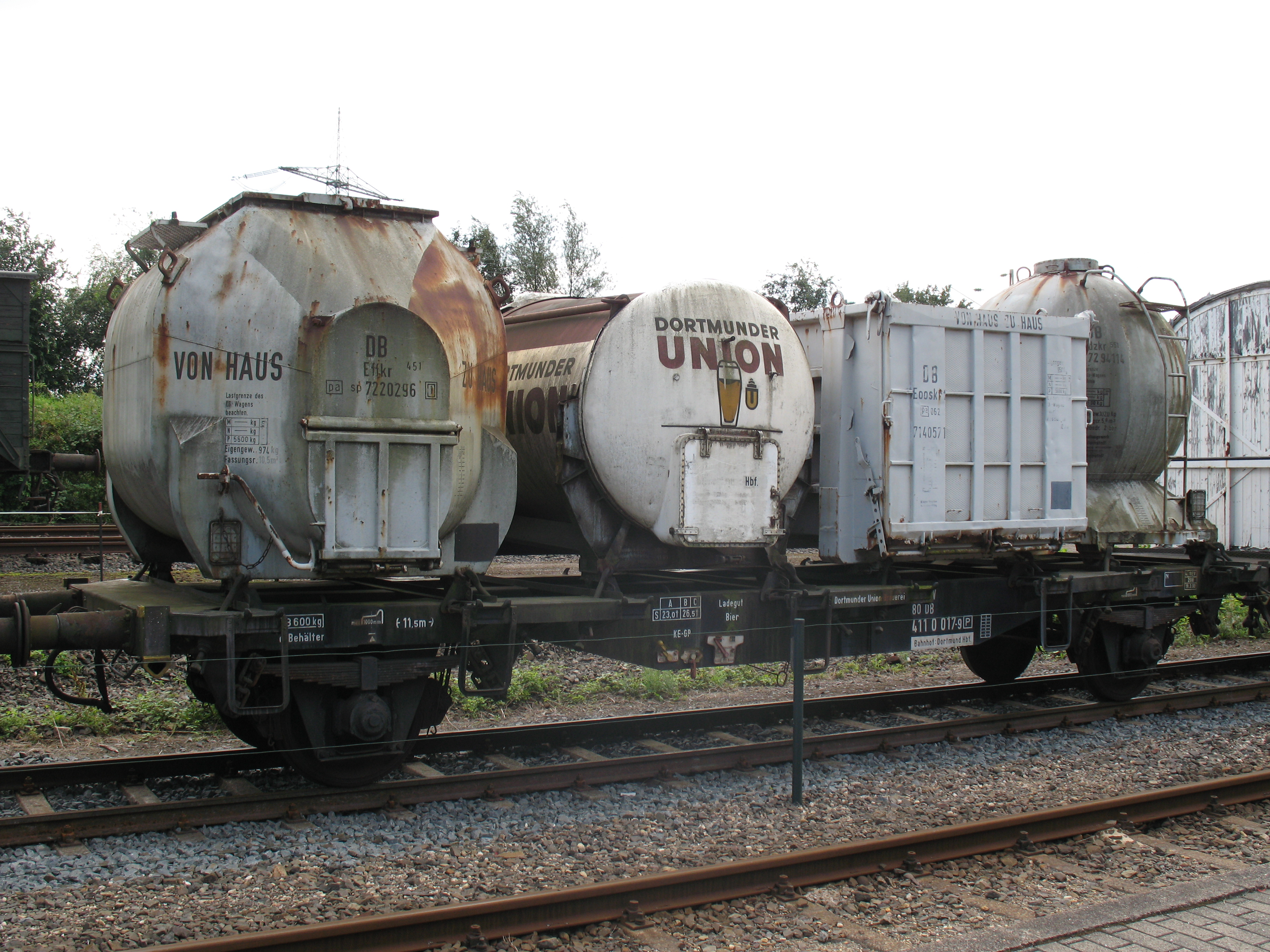
Tragwagen mit verschiedenen pa-Behältern des Behälterverkehrs

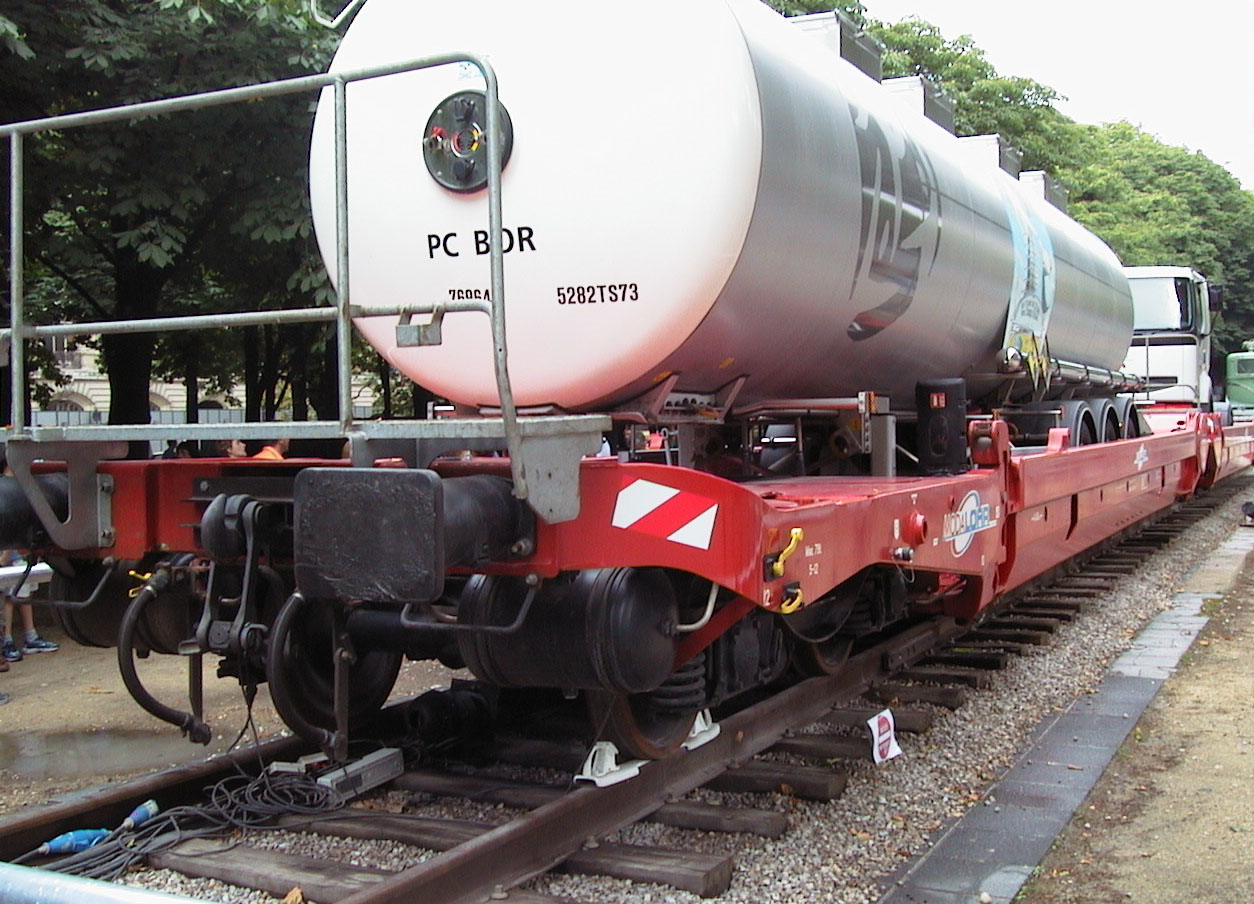
Modalohr-Wagen

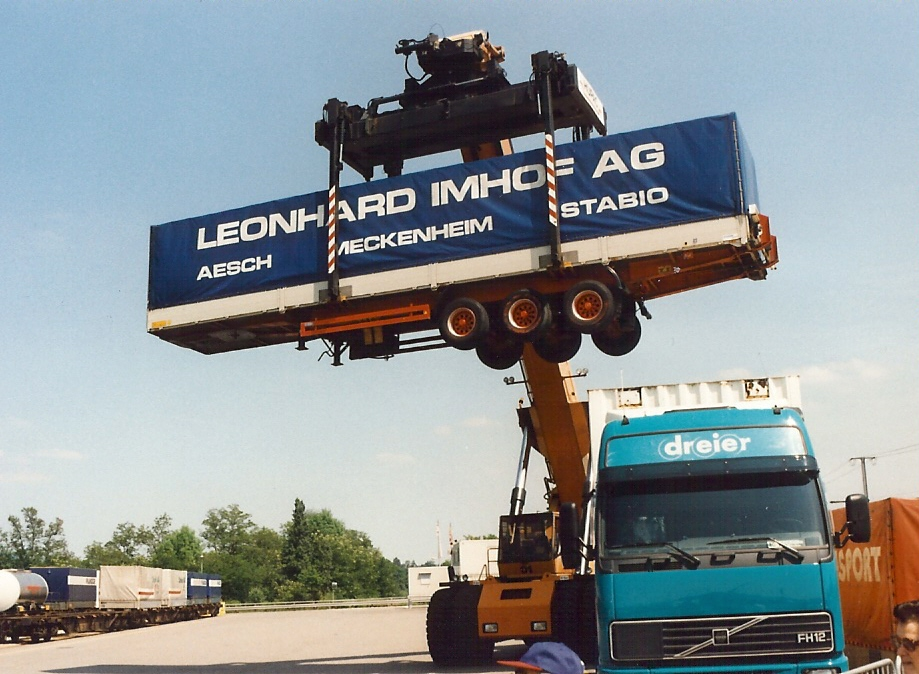
Reach-Stacker mit angehobenem Sattelauflieger

In Amerika wurde der Kombinierte Verkehr bereits 1926 eingeführt. Die Chicago North Shore and Milwaukee Railroad (CNSM) führte den Verkehr mit einachsigen Sattelanhängern auf Flachwagen ein, der 1947 wegen verbesserter Straßen eingestellt wurde. In Europa war Frankreich das erste Land, das den Kombinierten Verkehr einführte. Ab Mai 1935 verkehrten die ersten Wagen der Union des transports ferroviaires et routiers (UFR) zwischen Paris und Lyon. Das System bestand aus Tragwagen mit Schienen auf der Ladefläche, die den mit Spurkranzrädern an den Felgen der Straßenräder und Stützbeinen ausgerüsteten Sattelanhänger beim Beladen führten und während der Fahrt sicherten. Das System erreichte 1968 mit 2640 Sattelanhängern seinen Höhepunkt, wurde dann aber von der Taschenwagentechnik verdrängt, die die Verladung größerer Sattelanhänger ermöglichte, so dass 1983 der letzte Transport eines UFR-Sattelanhängers stattfand.
In den Niederlanden führten die Nederlandse Spoorwegen (NS) 1938 als erste Eisenbahn den Behälterverkehr ein. Auf einem zweiachsigen Tragwagen konnten jeweils drei Behälter transportiert werden. Es gab sie in geschlossener oder offener Ausführung, als einfache Plattform und später auch als Tankbehälter. Das System war so erfolgreich, dass 1940 bereits 2500 Behälter im Einsatz waren. 1951 wurde auf der UIC-Konferenz in Zürich die Norm für den europaweiten Einsatz des Systems geschaffen, dessen Behälter fortan als pa-Behäter bezeichnet wurden, wobei pa die Abkürzung für „porteur aménagé“ Spezialtragbehälter ist. Das System wurde von der Deutschen Bahn bis in die 2000er Jahre eingesetzt.
In Deutschland verkehrten erste planmäßige Züge unter der Bezeichnung Huckepackverkehr ab dem 1. Dezember 1954 in den Verbindungen Frankfurt (Main) Ost–Hamburg Hannoverscher Bahnhof und Mülheim (Ruhr)-Speldorf–Hamburg-Rothenburgsort. Dieser Versuch wurde 1956 wieder eingestellt.
Bereits 1956 baute Kögel für die DB einen Wechselaufbau aus Pritsche und Planenaufbau mit Satteldach, der sich von einem Sattelauflieger hydraulisch auf einen danebenstehenden ebenfalls mit Querschienen ausgerüsteten Bahn-Flachwagen umsetzen ließ.
Neben den klassischen kombinierten Verkehren des Containerumschlags auf Flachwagen und der Rollenden Landstraße gibt es eine Reihe von Entwicklungen, die den Verladevorgang beschleunigen und vereinfachen sollen.
Für die Verladung von Sattelaufliegern mittels Kranen und Flurförderfahrzeugen wurden Auflieger entwickelt, die per Zangenhandler auf die Taschenwagen gehoben werden können. Diese Sattelauflieger müssen jedoch erhöhte Anforderungen an die Festigkeit erfüllen. Die Rail Cargo Austria verbesserte diese Methode mit dem System ISU (Innovativer Sattelauflieger-Umschlag). Bei diesem werden als Angriffspunkte des Krangeschirrs der Königszapfen und die Hinterräder des Sattelaufliegers benutzt. Diese erfüllen aufgrund ihres Straßeneinsatzes bereits die Festigkeitsanforderungen.

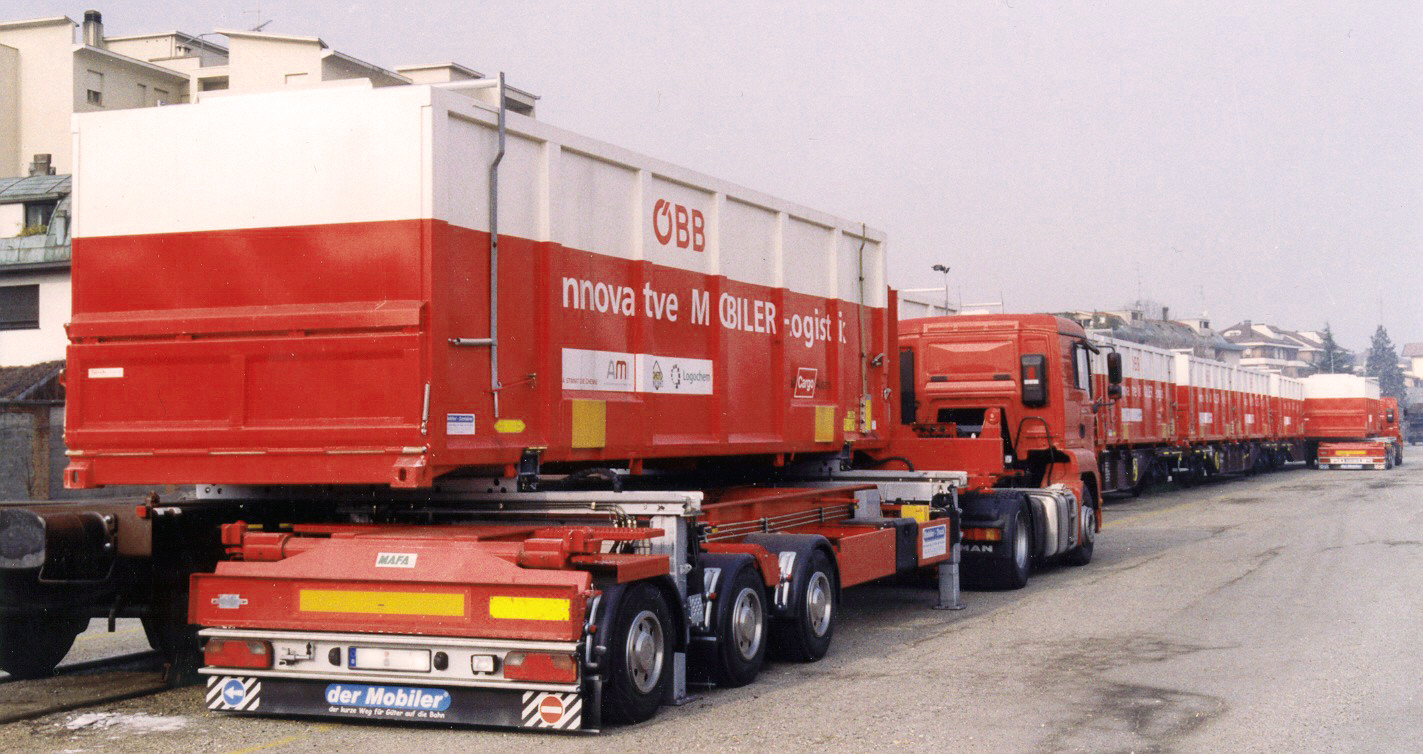
Mobiler-Lkw beim Verladen auf einen Flachwagen

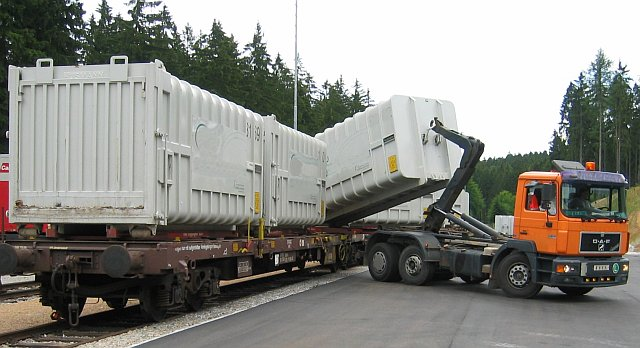
ACTS-Verladung

Ein entscheidender Nachteil der Rollenden Landstraße ist ihre serielle Beladung. Aus diesem Grund wurden verschiedene Systeme entwickelt, bei denen die Wagen parallel beladen werden können. Hierbei werden spezielle Taschenwagen eingesetzt, bei denen die Taschen verschwenkt werden können. So kann beim CargoBeamer die Tasche horizontal nach außen verschoben werden und die Sattelauflieger direkt, parallel und ohne weitere Hilfsmittel auf- und abgeladen werden. Ein ähnliches System stellt Modalohr dar. Hier wird die Tasche des Wagens zur Beladung seitlich verschwenkt. Als Voraussetzung für diese Systeme muss das Terminal so gestaltet sein, dass eine ebenerdige Zufahrt zu den Wagentaschen möglich ist. Durch das Absenken der Wagentasche auf Bodenniveau kann die Vorhaltung eines gegen Straßenniveau abgesenkten Gleises vermieden werden. Dies wird etwa im System „Megaswing“ verwirklicht. Alternativ kann wie beim System „Flexiwaggon“ auch über Verladerampe der Niveauunterschied zwischen Wagentasche und Straße überwunden werden.
Auch in der klassischen Containerverladung werden verschiedene Entwicklungen vorangetrieben, so etwa der KV-Roller (ehemals Mobiler), bei dem ähnlich wie beim CargoBeamer der Lkw parallel zum Zug steht und den Container über besondere Vorrichtungen auf den Zug schiebt. Hierdurch ist ein Containerkran entbehrlich. Das System bleibt dabei weiterhin kompatibel zu dieser Krantechnik. Als weitere Möglichkeit etablierte sich das Abrollcontainer-Transportsystem (ACTS), bei dem ein Abrollbehälter durch ein Wechselladerfahrzeug auf einen Eisenbahnwagen mit seitlich verschwenkbaren Drehrahmen ver- und entladen werden kann.

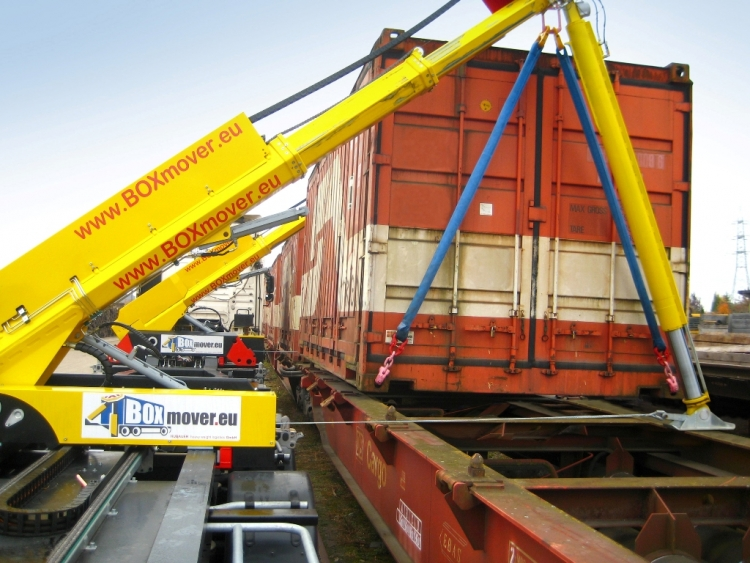
Seitenlader-Bahnumschlag 20 ft

Mittels Seitenlader (Bild: ISO-Container-Umschlag mittels BOXmover-Seitenlader auf Tragwagen der DB) können ISO-Container an Anschlussgleisen parallel zum Gleis zwischen Lkw und Wagen umgeschlagen werden. Durch das Aufstellen des Fußes am Wagen sind keine Adaptierungen am Wagen oder an der Ladeeinheit erforderlich.

## Profilcode
Einer der wichtigsten Parameter für die Beförderung von Ladeeinheiten im kombinierten Verkehr ist das Lichtraumprofil der befahrenen Strecke und die korrespondierende Fahrzeugbegrenzungslinie des Fahrzeugs. Der Tragwagen einschließlich der Ladeeinheit darf die Fahrzeugbegrenzungslinie nicht überschreiten. Durch den rechteckigen Querschnitt der Ladeeinheit sind in der Regel die oberen Ecken der Ladeeinheit die kritischen Punkte, da diese einige der im oberen Bereich gewölbten Fahrzeugbegrenzungslinien überschreiten würden.
Zur Sicherstellung der Einhaltung der Fahrzeugbegrenzungslinie wurde deshalb durch die Union Internationale des sociétés de transport combiné Rail-Route (UIRR) ein Profilcode zur einheitlichen Kennzeichnung der Ladeeinheiten entwickelt. In diesem ist die Kombination aus Breite und Eckhöhe der Ladeeinheit kodifiziert. Der Profilcode besteht aus einem Buchstaben als Wagenbestimmungscode in Verbindung mit einer, zwei oder drei Ziffern:
- Wechselbehälter erhalten den Wagenbestimmungscode „C“ (französisch caisses et conteneurs für Kasten und Behälter)
  - Wechselbehälter mit einer Breite ≤ 2550 mm erhalten zwei Ziffern. Die Eckhöhe des Wechselbehälters in Zentimeter ergibt sich durch Addition der Ziffer mit 245.
  - Wechselbehälter mit einer Breite > 2550 mm, aber < 2600 mm erhalten drei Ziffern. Die Eckhöhe des Wechselbehälters in Zentimeter ergibt sich durch Subtraktion der Ziffer mit 85.
- Sattelanhänger erhalten den Wagenbestimmungscode „P“ (französisch poche für Tasche)
  - Sattelanhänger mit einer Breite ≤ 2500 mm erhalten zwei Ziffern. Die Eckhöhe des Sattelanhängers in Zentimeter ergibt sich durch Addition der Ziffer mit 330.
  - Sattelanhänger mit einer Breite > 2500 mm, aber < 2600 mm erhalten drei Ziffern. Die Eckhöhe des Sattelanhängers in Zentimeter entspricht der Ziffer.

Ist eine Ladeeinheit beispielsweise mit dem Profilcode P70 gekennzeichnet, bedeutet dies, dass es sich um einen Sattelanhänger (P) mit einer Breite von maximal 2,5 m (zwei Ziffern) und einer Eckhöhe von 70+330=400 cm handelt.
Der Profilcode ist an allen für den Bahnverkehr zugelassenen Ladeeinheiten an beiden Außenseiten durch ein Codenummernschild anzuschreiben. Auf dem Codenummernschild sind des Weiteren noch die Nationalität der Kombiverkehrsgesellschaft, die Nummer des Straßenverkehrsunternehmens bei dieser Kombiverkehrsgesellschaft, sowie die laufende Nummer der Ladeeinheit angegeben. Nur ISO-Container erhalten keinen Profilcode, da diese in ihren Abmessungen bereits genormt sind.
Bezogen auf einen Standardtragwagen kann anhand dieses Profilcodes geprüft werden, ob eine Kombination aus Wagen und Ladeeinheit eine bestimmte Strecke befahren darf. Dabei gilt die Regel, dass der Profilcode einer Ladeeinheit stets kleiner oder gleich groß des Profils der Strecke sein muss. Von der UIRR wird eine europäische Streckenkarte mit den für den kombinierten Verkehr zugelassenen Strecken veröffentlicht, aus der ersichtlich ist, welcher Profilcode für welche Strecke notwendig ist. Weicht ein Tragwagen konstruktiv von den Maßen der Standardtragwagen ab, so wird an diesen zusätzlich ein Vereinbarungsraster angeschrieben. In diesem werden Korrekturziffern mit ihrem jeweiligen Geltungsbereich angeschrieben. Die jeweilige Korrekturziffer wird auf den Profilcode der Ladeeinheit angerechnet. Eine positive Korrekturziffer ergibt sich aus einer geringen Aufstandhöhe und lässt somit eine Ladeeinheit mit einem größeren Profilcode zu. Eine negative Korrekturziffer hingegen ergibt sich aus einer höheren Aufstandshöhe des Wagens und lässt dementsprechend nur einen kleineren Profilcode zu.

## Quelle
- Glossar Verkehrswesen und Verkehrswissenschaften der TU Dresden – Begriff „Kombinierter Verkehr“ (PDF-Datei; 1,3 MB)